# Prix Grand Atlas
Le prix Grand Atlas est un prix littéraire quasi annuel créé en 1991 par l’ambassade de France au Maroc, qui récompense dans plusieurs catégories — variables selon les années — des livres édités au Maroc.
Après avoir été exclusivement consacré à la littérature d’expression française, il s’est ouvert à celle d’expression arabe à partir du début des années 2000, et depuis 2004, la traduction est systématiquement à l’honneur (sauf en 2005).
Depuis sa création, il a eu lieu chaque année (excepté en 1994, 2003 et 2008), et en 2011, son déroulement, jusqu’alors en été, est passé à l’automne pour correspondre à la « rentrée littéraire ».
La valeur de chaque prix est actuellement de 40 000 dirhams,.

## Éditions

### 1991:1reédition
Président du jury : François Nourissier.
Palmarès
- Prix « Édition originale » : Amale Samie, Cèdres et baleines de l’Atlas (Le Fennec)
- Prix « Coédition-réédition » : Brick Oussaïd, Les Coquelicots de l’Oriental

### 1992:2eédition
Président du jury : Georges Duby.
Palmarès
- Prix « Essai édition originale » : revue Maroc-Europe (La Porte).
- Prix « Coédition-réédition » : Hinde Taarji, Les Voilées de l’Islam (Eddif)

### 1993:3eédition
Président du jury : Maurice Rheims.
Palmarès
- Prix « Beaux Livres - Coédition » : Hamid Triki, La Médersa de Marrakech (Eddif et EPA)
- Prix « Beaux Livres - Édition marocaine » 
  - Les Chants de Tassaout (Belvisi)
  - Hamid Triki, La Médersa de Marrakech
  - Michel Delaborde (photographies), Essaouira (Eddif)
- Mention spéciale : Titouan Lamazou (illustrations), Un hiver berbère (Belvisi)

### 1995:4eédition
Président du jury : Jean d'Ormesson.
Palmarès
- Prix « Roman » : Driss Chraïbi, L’Homme du Livre (Eddif), et Jean-Pierre Koffel, Nous l’appelerons Mehdi (Le Fennec)
- Prix « Auteur » : Driss Chraïbi, L’Homme du Livre, et Amina Lhassani, Nour ou l’appel de Dieu
- Prix « Théâtre » : Taïeb Saddiki, Molière ou l’amour de l’humanité (Eddif)
- Prix « Poésie » : Mohamed Loakira, Grain de nul désert (Al Ittissal)
- Prix spécial du jury : Rachid Mimouni pour son œuvre

### 1996:5eédition
Président du jury : Jean Daniel.
Palmarès
- Prix « Essai en langue française » : Abdelfattah Kilito, La Langue d’Adam et autres essais (Toubkal), et Mohammed Ennaji, Soldats, domestiques et concubines, l’esclavage au Maroc au XIXe siècle (Eddif)
- Prix « Essai - Coédition » : Mounia Bennani-Chraïbi, Soumis et rebelles, les jeunes du Maroc (Le Fennec)
- Prix « Traduction » : Abdou Filali-Ansary, L’Islam et les Fondements du pouvoir d’Ali Abderrazik (Le Fennec)

### 1997:6eédition
Président du jury : Bernard Pivot.
Palmarès
- Prix « Beaux Livres » : Abdelkébir Khatibi et Ali Amahan, Du Signe à l’image, le tapis marocain (Lak international)
- Prix « Création » : Gérard Rondeau, Figures du Maroc (Eddif)
- Prix du public : Saad Al-Jadir, Kunuz, les trésors islamiques en argent (Lak International)

### 1998:7eédition
Présidente du jury : Edmonde Charles-Roux.
Palmarès
- Prix « Roman » : Mohammed Zaf-Zaf, L’Œuf du coq (Le Fennec), et Khireddine Mourad, Les Dunes vives (Eddif)
- Prix « Récits et témoignages » : Aïcha Ech-Channa, Miseria (Le Fennec)
- Mention spéciale : Hinde Taarji, Trente jours en Algérie, journal d’une Marocaine (Eddif)
- Prix des inédits (sous la présidence de Driss Ksikès) : une sélection de nouvelles publiées chez Le Fennec

### 1999:8eédition
Président du jury : Erik Orsenna.
Palmarès
- Prix « Essai » : Ali Amahan, Mutations sociales dans le Haut Atlas : Les Ghoujdama (La Porte et la Maison des sciences de l’Homme)
- Prix « Édition » : les revues Prologues et Initiatives féminines (Le Fennec), ainsi que Le Lexique de l’environnement français et arabe : Les Mots de l’environnement pour comprendre les maux de notre environnement (Croisée des chemins)
- Prix « Création » : Haïm Zafrani, 2000 ans de vie juive au Maroc (Eddif)

### 2000:9eédition
Président du jury : Amin Maalouf.
Palmarès
- Prix « Beaux Livres » : Daoud Aoulad-Syad et Ahmed Bouanani, Territoires de l’instant (Croisée des Chemins)
- Prix « Poésie » : Mohammed Bennis, Un fleuve entre deux enterrements (Toubkal)
- Prix « Roman » : Bensalem Himmich, Le Savant (Al Maârif Al Jadida)
- Prix « Essai » : Mohammed Kabli, L’État, l’Autorité et l’Espace du Maroc médiéval (Toubkal)

### 2001:10eédition
Président du jury : André Miquel.
Palmarès
- Prix « Fiction de langue française » : Souâd Bahéchar, Ni fleurs ni couronnes (Le Fennec), et Youssef Amine El Alamy, Les Clandestins (Eddif)
- Prix « Fiction de langue arabe » : Youssef Fadel, Haschich (Le Fennec)
- Prix « Jeunesse - Auteur » : Habib Mazini, La Révolte du 30 février (Yomad)
- Prix « Jeunesse - Illustrateur » : Alexis Logié, Salem et le Sorcier (Yomad)
- Prix « Jeunesse - Éditeur » : La Croisée des chemins pour Rtel et Nessertel

### 2002:11eédition
Président du jury : Mohammed Arkoun.
Palmarès
- Prix « Essai de langue française » : Alexander Mehdi Bennouna, Héros sans gloire, échec d’une révolution : 1963-1973 (Tarik)
- Prix « Essai de langue arabe » : Noureddine Zahi, La Zawia et le Parti politique (Afrique Orient)

### 2004:12eédition
Président du jury : Farouk Mardam-Bey.
Palmarès
- Prix « Beaux Livres » : Tereza Portela Marques, Mohamed El Faïz et Manuel Gomez, Jardins du Maroc, d’Espagne et du Portugal : Un art de vivre partagé (Malika)
- Prix « Traduction » : Hassan Bourkia, Le Retour d’Abou El Haki d’Edmond Amran El Maleh (Afrique Orient)

### 2005:13eédition
Président du jury : Jean-Marie Gustave Le Clézio.
Palmarès
- Prix « Fiction » : Mohamed Nedali, Morceaux de choix : Les Amours d’un apprenti boucher (Le Fennec)
- Prix « Jeunesse » : Fouad Laroui/Pierre Léger, La Meilleure Façon d’attraper les choses (Yomad), et Abdellatif Laâbi/Philippe Amrouche, L’Orange bleue (Marsam)

### 2006:14eédition
Président du jury : Jacques Julliard.
Palmarès
- Prix « Essai » : Jean-François Trouin, Maroc, région, pays et territoires (Tarik et Maisonneuve et Larose)
- Prix « Traduction » : Saïd Bengrad, L’Histoire de la folie à l’âge classique de Michel Foucault (Centre culturel arabe)

### 2007:15eédition
Présidente du jury : Paule Constant.
Palmarès
- Prix « Fiction » : Ali Tizilkad, La Colline de Papier (Tizi)
- Prix « Traduction » : Abderrahim Hozal, Légende et vie d’Agoun’chich de Mohammed Khaïr-Eddine (Racines)
- Prix des lycéens : El Driss, Vivre à l’arrache (Eddif)

### 2009:16eédition
Président du jury : Régis Debray.
Palmarès
- Prix « Essai » : Zakya Daoud, Les Années Lamalif 1958-1988 : trente ans de journalisme au Maroc (Tarik et Senso Unico), et Mohammed El Ayadi, Hassan Rachik et Mohammed Tozy, L’Islam au quotidien : Enquête sur les valeurs et les pratiques religieuses au Maroc (Prologues)
- Prix « Traduction » : Mohammed Sghir Janjar, Le Politique et le Religieux dans le champ islamique de Mohamed-Chérif Ferjani (Prologues)

### 2010:17eédition
Président du jury : Daniel Picouly.
Remise des prix le 25 juin 2010.
Palmarès
- Prix « Fiction » : Mohamed Loakira, L’Inavouable (Marsam)
- Prix « Traduction » : Mohamed El Ammari, Le Livre du rire et de l’oubli de Milan Kundera (Centre culturel arabe)[4]

### 2011:18eédition
Président du jury : Azouz Begag.
Remise des prix le 19 octobre 2011.
Palmarès
- Prix « Essai francophone »[8] : Zakya Daoud, La Diaspora marocaine (La Croisée des chemins)
- Prix « Jeunesse »[8] : Mehdi de Graincourt, Raconte-moi Ibn Battouta (Yanbow Al Kitab)
- Prix « Traduction »[8] : Hassan Amrani, La Critique et la Conviction de Paul Ricœur (Toubkal)

### 2012:19eédition
Président du jury : Colette Fellous.
Remise des prix le 18 octobre 2012.
Palmarès
- Prix « Fiction francophone » : Mohamed El Ouardi, Village maudit  (Afrique Orient, 2010)
- Prix « Traduction » : Mohamed El Ammari, La vie est ailleurs de Milan Kundera (Centre culturel arabe, 2012)